# Bacia do Lago Guaíba
A bacia do Lago Guaíba é parte da Região Hidrográfica do Guaíba e é formada pelos rios que fluem para o Guaíba.
A bacia hidrográfica se localiza na porção leste do Rio Grande do Sul, abrangendo as províncias geomorfológicas do Escudo Sul Rio-Grandense e a Planície Costeira. A bacia cobre 2.523,62 km² (0,9% da área do Rio Grande do Sul), envolvendo 14 municípios e mais de 2,2 milhões de habitantes (20 % da população do estado, sendo 98 % residente na área urbana), gerando uma densidade flutuante de quase 900 hab/km² .
Os principais usos de água destinam-se ao abastecimento público e irrigação. O forte grau de urbanização na área gera diversos problemas ambientais, que comprometem a qualidade da bacia. A poluição industrial e o baixo índice de tratamento do esgoto doméstico são alguns exemplos.

## Municípios envolvidos
1. Barão do Triunfo
2. Barra do Ribeiro
3. Canoas
4. Cerro Grande
5. Eldorado do Sul
6. Guaíba
7. Mariana Pimentel
8. Nova Santa Rita
9. Porto Alegre
10. Sentinela do Sul
11. Sertão Santana
12. Tapes
13. Triunfo
14. Viamão

## Principais corpos hídricos
- Arroio Dilúvio
- Arroio Cavalhada
- Arroio do Salso
- Arroio Capivara
- Arroio do Petim
- Arroio Passo Fundo
- Arroio Araçá
- Arroio Douradinho